# Liste von Katastrophen der Schifffahrt
Die Listen von Katastrophen der Schifffahrt enthalten eine Auflistung der schwersten Seeunfälle und Schiffskatastrophen in der Geschichte der Seefahrt und der Schifffahrt im Allgemeinen. Ein Großteil der Ereignisse geht auf witterungsbedingt Havarien oder die Eskalation technischer Probleme zurück, es sind aber auch zahlreiche Versenkungen (u. a. durch Brandstiftung) und gezielte Abschüsse auf den einzelnen Listen vertreten, die insbesondere in Kriegen absichtlich erfolgten, so dass der Name „Unfall“ inhaltlich nicht immer korrekt ist.

## Inhalt und Definition
Gelistet werden hier insbesondere sehr schwere Seeunfälle – also solche mit Todesfolge, beziehungsweise solche mit totalem Schiffsverlust oder mit erheblicher Verschmutzung der Ozeane.
Aus dem Seesicherheits-Untersuchungs-Gesetz:

„§ 1a Begriffsbestimmungen
(…)
2. sehr schwerer Seeunfall
ein Seeunfall, der einem Schiff zustößt und bei dem es zu einem Totalverlust des Schiffes, zum Tod mindestens eines Menschen oder zu einer erheblichen Gewässerverschmutzung kommt;
3. schwerer Seeunfall
ein Seeunfall, der nicht als „sehr schwerer Seeunfall“ einzuordnen ist und bei dem es insbesondere zu einem Brand, einer Explosion, einem Zusammenstoß, einer Grundberührung, einem Kontakt mit einem festen Körper, einem durch schweres Wetter verursachten Schaden, einem Eisschaden, einem Riss oder einem vermuteten sonstigen Schaden in der Außenhaut mit einer oder mehreren der nachstehenden Schadensfolgen kommt:
a) Ausfall der Hauptmaschinen; erhebliche Beschädigung der Unterkunftsräume; schwere Beschädigung der schiffbaulichen Verbände, insbesondere ein Leck im Unterwasserbereich der Außenhaut, wodurch das Schiff fahruntüchtig wird,
b) Verschmutzung, unabhängig von der Menge freigesetzter Schadstoffe, oder
c) eine Havarie, die ein Abschleppen oder eine Hilfeleistung von Land aus erforderlich macht;“

## Nach der Anzahl der Opfer
Obwohl viele der hier gelisteten Zwischenfälle Seeunfälle sind, die auf Naturgewalten zurückgehen, sind auch von Menschen initiierte Versenkungen dabei. Insbesondere im Zweiten Weltkrieg kam es oft zum Abschuss voll besetzter Schiffe, wie z. B. bei der Versenkung der Wilhelm Gustloff (1945), der Tango Maru (1944) und der Goya (1945).
- Liste der schwersten Katastrophen der Schifffahrt – mit je mindestens 2500 Toten

## Chronologisch – im Meer
Die nachfolgenden Listen enthalten neben klar belegten Ereignissen (bei denen zumindest das Wrack lokalisiert werden konnte) auch einige Einträge, bei denen das gesamte Schiff aus ungeklärten Gründen verschwunden ist und nie wieder auftauchte.

### Seeunfälle bis ins  18. Jahrhundert (492 v. Chr. – 1800)
- Seeunfälle bis 1500
- Seeunfälle 1501–1600
- Seeunfälle 1601–1700
- Seeunfälle 1701–1800

### Seeunfälle im 19. Jahrhundert (1801–1900)
- Liste bedeutender Seeunfälle 1801–1850
- Liste bedeutender Seeunfälle 1851–1875
- Liste bedeutender Seeunfälle 1876–1900

### Seeunfälle im 20. Jahrhundert (1901–2000)
- Liste bedeutender Seeunfälle 1901–1910
- Liste bedeutender Seeunfälle 1911–1920
- Liste bedeutender Seeunfälle 1921–1930
- Liste bedeutender Seeunfälle 1931–1940
- Liste bedeutender Seeunfälle 1941–1950
- Liste bedeutender Seeunfälle 1951–1960
- Liste bedeutender Seeunfälle 1961–1970
- Liste bedeutender Seeunfälle 1971–1980
- Liste bedeutender Seeunfälle 1981–1990
- Liste bedeutender Seeunfälle 1991–2000

### Seeunfälle im 21. Jahrhundert (ab 2001)
- Liste bedeutender Seeunfälle 2001–2010
- Liste bedeutender Seeunfälle 2011–2020
- Liste bedeutender Seeunfälle seit 2021

## Nach Kategorien der Schifffahrt
- Liste von Unfällen der Binnenschifffahrt
- Liste von U-Boot-Unglücken seit 1945
- Liste bedeutender Schiffsversenkungen

## Nach Kulturkreisen
- Liste chinesischer Schiffswracks (Auswahl archäologisch bedeutender Relikte von Seeunfällen)

## Wahrnehmung
Die zeitgenössische öffentliche Wahrnehmung von Schiffskatastrophen hing oftmals nicht von der tatsächlichen Schwere des jeweiligen Unglücks ab, sondern von einer Vielzahl von Faktoren, bei denen gemäß der neueren historischen Forschung das Konzept des 'sense making' eine herausragende Rolle spielte.